# The Chief (trein)
The Chief was een reizigerstrein in de Verenigde Staten die uitgebaat werd door de Atchison, Topeka and Santa Fe Railway (Santa Fe). De trein verbond Chicago in de staat Illinois met Los Angeles in Californië via de Santa Fe trail. Onderweg reed de trein door de staten Iowa, Missouri, Kansas, Colorado, New Mexico en Arizona.

## Geschiedenis
Santa Fe introduceerde The Chief in de economische opbloei van de jaren 20 van de twintigste eeuw als aanvulling op California Limited. The Chief mikte op het luxe marktsegment zoals filmsterren en managers uit Hollywood. Het was een trein met toeslag en was vijf uur sneller dan de "gewone" California Limited. De eerste elf jaar bestond de trein uit zware Pullman rijtuigen met als sluitrijtuig een rijtuig met eindbalkon. De reis met de stoomtrein duurde 63 uur per richting. Op 22 februari 1938 werden tien rijtuigen uit de serie streamliners in het wagenpark opgenomen en 10 oude slaaprijtuigen "uitgeleend" aan de Super Chief, de lokomotieven werden toen vervangen door gestroomlijnde stoomlokomotieven, type Blue Goose.  In 1945 werd het hele wagenpark vervangen door streamliners en de reistijd teruggebracht tot 45 uur per richting. Op 27 maart 1947 kwamen er ook rechtstreekse rijtuigen naar San Diego. In 1954 werden de slaaprijtuigen geheel ondergebracht in de Super Chief. In 1956 werd The Chief voorzien van Big Domes die tot dan toe dienstgedaan hadden in El Capitan.